# Santiago Xanica
Santiago Xanicaest l'une des 570 municipalités qui composent l'État mexicain d'Oaxaca. Elle appartient à la région de la sierra méridionale.